# 彼得里基夫齊 (文尼察州)
49°45′28″N 28°12′0″E / 49.75778°N 28.20000°E
彼得里基夫齊（烏克蘭語：Петриківці）是烏克蘭的村落，位於該國西南部文尼察州，由赫梅利尼克區負責管轄，面積1.68平方公里，海拔高度276米，2001年人口519，人口密度每平方公里308.93人。